# Great Falls (Montana)
Great Falls és una població dels Estats Units a l'estat de Montana. Segons el cens del 2000 tenia 56.690 habitants.

## Demografia
Segons el cens del 2000, Great Falls tenia 56.690 habitants, 23.834 habitatges, i 14.848 famílies. La densitat de població era de 1.123 habitants per km².
Dels 23.834 habitatges en un 30,1% hi vivien nens de menys de 18 anys, en un 47,4% hi vivien parelles casades, en un 11,1% dones solteres, i en un 37,7% no eren unitats familiars. En el 31,9% dels habitatges hi vivien persones soles el 12,4% de les quals corresponia a persones de 65 anys o més que vivien soles. El nombre mitjà de persones vivint en cada habitatge era de 2,31 i el nombre mitjà de persones que vivien en cada família era de 2,92.
Per edats la població es repartia de la següent manera: un 24,9% tenia menys de 18 anys, un 9% entre 18 i 24, un 27,7% entre 25 i 44, un 22,7% de 45 a 60 i un 15,7% 65 anys o més.
L'edat mediana era de 38 anys. Per cada 100 dones de 18 o més anys hi havia 91,4 homes.
La renda mediana per habitatge era de 32.436 $ i la renda mediana per família de 40.107 $. Els homes tenien una renda mediana de 29.353 $ mentre que les dones 20.859 $. La renda per capita de la població era de 18.059 $. Aproximadament l'11,1% de les famílies i el 14,5% de la població estaven per davall del llindar de pobresa.

## Poblacions més properes
El següent diagrama mostra les poblacions més properes.